# Résolution 94 du Conseil de sécurité des Nations unies
Membres permanents
- Chine (Taïwan)
- États-Unis
- France
- Royaume-Uni
- URSS

Membres non permanents
- Brésil
- Équateur
- Inde
- Pays-Bas
- Turquie
- Yougoslavie

Résolution no 93 Résolution no 95
La résolution 94 du Conseil de sécurité des Nations unies est une résolution du Conseil de sécurité des Nations unies adoptée le 29 mai 1951.
Cette résolution, la cinquième de l'année 1951, relative à la  Cour internationale de justice, constatant le décès du juge Philadelpho Azevedo survenu le 7 mai 1951, décide :
- qu'il sera procédé à une élection pour pourvoir le siège vacant,
- qu'à la même cession il sera procédé par anticipation au remplacement des 5 sièges normalement vacants au 5 février 1952.

La résolution a été adoptée à l'unanimité.

## Texte
- Résolution 94 sur fr.wikisource.org
- Résolution 94 sur en.wikisource.org